# Kardinalska imenovanja pape Pavla VI.
Papa Pavao VI. za vrijeme svoga pontifikata (1963. – 1978.) održao je 6 konzistorija na kojima je imenovao ukupno 143 kardinala.

## Konzistorij 22. veljače 1965. (I.)
1. Maximos IV Saigh, M.S.S.P., antiohijski patrijarh (Melkitska grkokatolička Crkva)
2. Paul Pierre Meouchi, antiohijski patrijarh (Maronitska crkva)
3. Stéfanos I Sidarouss, C.M., aleksandrijski patrijarh (Koptska katolička crkva)
4. Josyf Slipyj, veliki nadbiskup Lavova (Ukrajinska grkokatolička crkva)
5. Lorenz Jaeger, paderborsnki nadbiskup
6. Thomas Benjamin Cooray, O.M.I., kolombski nadbiskup
7. Josef Beran, praški nadbiskup
8. Maurice Roy, kvebeški nadbiskup
9. Joseph-Marie Martin, ruanski nadbiskup
10. Owen McCann, kejptaunski nadbiskup
11. Léon-Étienne Duval, alžirski nadbiskup
12. Ermenegildo Florit, firentinski nadbiskup
13. Franjo Šeper, zagrebački nadbiskup
14. John Carmel Heenan, vestminsterski nadbiskup
15. Jean Villot, lionski nadbiskup
16. Paul Zoungrana, M. Afr., uageduganski nadbiskup
17. Lawrence Joseph Shehan, baltimorski nadbiskup
18. Enrico Dante, karpasijki naslovni nadbiskup, tajnik Svete kongregacije obreda
19. Cesare Zerba, koloski naslovni nadbiskup, tajnik Svete kongregacije za sakramentalnu stegu
20. Agnelo Rossi, saopaulski nadbiskup
21. Giovanni Colombo, milanski nadbiskup
22. William Conway, armaški nadbiskup
23. Ángel Herrera Oria, malaganski biskup
24. Federico Callori di Vignale, papinski majordom
25. Josef-Léon Cardijn, osnivač Organizacije katoličke radničke mladeži
26. Charles Journet, predavač na friburškom sjemeništu
27. Giulio Bevilacqua, Orat., župnik u Bresciji

## Konzistorij 26. lipnja 1967. (II.)
1. Nicolás Fasolino, santafeski nadbiskup
2. Antonio Riberi, daranski naslovni nadbiskup, nuncij u Španjolskoj
3. Giuseppe Beltrami, damaščanski naslovni nadbiskup, internuncij u Nizozemskoj
4. Alfredo Pacini, germijski naslovni nadbiskup, nuncij u Švicarskoj
5. Gabriel-Marie Garrone, turenski naslovni nadbiskup, pro-prefekt Svete kongregacije za sjemeništa i sveučilišta
6. Patrick Aloysius O'Boyle, vašingtonski nadbiskup
7. Egidio Vagnozzi, mirski naslovni nadbiskup, apostolski delegat u Sjedinjenim Američkim Državama
8. Maximilien de Furstenberg, paltanski naslovni nadbiskup, nuncij u Portugalu
9. Antonio Samorè, tirnovski naslovni nadbiskup, tajnik Svete kongregacije za izvanredne crkvene poslove
10. Francesco Carpino, sardički naslovni nadbiskup, pro-prefekt Svete kongregacije za sakramentalnu stegu
11. José Clemente Maurer, C.SS.R., sukreski nadbiskup
12. Pietro Parente, ptolomejski naslovni nadbiskup, tajnik Svete kongregacije za nauk vjere
13. Carlo Grano, solunski naslovni nadbiskup, nuncij u Italiji
14. Angelo Dell'Acqua, O.Ss.C.A., kalcedonijski naslovni nadbiskup, zamjenik državnoga tajnka i tajnik šifara
15. Dino Staffa, cezarejski naslovni nadbiskup, pro-prefekt Vrhovnoga sudišta Apostolske signature
16. Pericle Felici, samosatski naslovni nadbiskup, glavni tajnik Središnjeg koordinirajućeg povjerenstva poslijesabornih poslova i pro-prefekt Papinskoga povjerenstva za reviziju Zakonika kanonskoga prava
17. John Joseph Krol, filadelfijski nadbiskup
18. Pierre Veuillot, pariški nadbiskup
19. John Patrick Cody, čikaški nadbiskup
20. Corrado Ursi, napuljski nadbiskup
21. Alfred Bengsch, berlinski biskup-nadbiskup
22. Justinus Darmojuwono, semaranški nadbiskup
23. Karol Wojtyła, krakovski nadbiskup [a]
24. Michele Pellegrino, torinski nadbiskup
25. Alexandre-Charles Renard, lionski nadbiskup
26. Francis Joseph Brennan, dekan Svete rimske rote
27. Benno Walter Gut, O.S.B., opat primas Benediktinske konfederacije

## Konzistorij 28. travnja 1969. (III.)
1. Paul Yü Pin, nankinški nadbiskup
2. Alfredo Vicente Scherer, portoalegrijski nadbiskup
3. Julio Rosales y Ras, sibuški nadbiskup
4. Gordon Joseph Gray, svetoandrijski i edinburški nadbiskup
5. Peter Thomas McKeefry, velingtonski nadbiskup
6. Miguel Darío Miranda y Gómez, meksički nadbiskup
7. Joseph Parecattil, ernakulumski nadbiskup (Siro-malabarska katolička Crkva)
8. John Francis Dearden, detroitski nadbiskup
9. François Marty, pariški nadbiskup
10. Jérôme Rakotomalala, tananarivski nadbiskup
11. Geroge Bernard Flahiff, C.S.B., vinipeški nadbiskup
12. Paul Gouyon, renski nadbiskup
13. Mario Casariego y Acevedo, C.R.S., gvatemalski nadbiskup
14. Vicente Enrique y Tarancón, toledski nadbiskup
15. Joseph Malula, kinšaski nadbiskup
16. Pablo Muñoz Vega, S.J., nadbiskup Quita
17. Antonio Poma, bolonjski nadbiskup
18. John Joseph Carberry, sentluiski nadbiskup
19. Terence James Cooke, njujorški nadbiskup
20. Stephan Sou Hwan Kim, seulski nadbiskup
21. Arturo Tabera Araoz, C.M.F., pamplonski nadbiskup
22. Eugênio de Araújo Sales, nadbiskup São Salvador da Bahije
23. Joseph Höffner, kelnski nadbiskup
24. John Joseph Wright, pitsburški biskup
25. Paolo Bertoli, nikomedijski naslovni nadbiskup, nuncij u Francuskoj
26. Sebastiano Baggio, efeški naslovni nadbiskup, nuncij u Brazilu
27. Silvio Oddi, mesembrijski naslovni nadbiskup, nuncij u Belgiji i Luksemburgu
28. Giuseppe Paupini, sebastopoljski naslovni nadbiskup, nuncij u Kolumbiji
29. Giacomo Violardo, satafijski naslovni nadbiskup, tajnik Svete kongregacije za sakramentalnu stegu
30. Johannes Willebrands, maurijanski naslovni nadbiskup, tajnik Tajništva za kršćansko jedinstvo
31. Mario Nasalli Rocca di Corneliano, prefekt Apostolske palače
32. Sergio Guerri, pro-predsjednik Papinskoga povjerenstva za Državu Vatikanski Grad
33. Jean Daniélou, S.J.
34. Stepán Trochta, S.D.B., litomeršički biskup [b]

Iuliu Hossu, klujsko-gerlanski grkokatolički biskup, kreiran je kardinalom u ovom konzistoriju i pridržan in pectore. Umro je u zatvoru. 28. svibnja 1970. Njegovo kardinalsko imenovanje objavljeno na je konzistoriju 5. ožujka 1973.

## Konzistorij 5. ožujka 1973. (IV.)
1. Albino Luciani, venecijanski patrijarh [c]
2. António Ribeiro, lisabonski patrijarh
3. Sergio Pignedoli, ikonijski naslovni nadbiskup, tajnik Svete kongregacije za evangelizaciju naroda
4. James Robert Knox, melburnski nadbiskup
5. Luigi Raimondi, tarški naslovni nadbiksup, apostolski delegat u Sjedinjenim Američkim Državama
6. Umberto Mozzoni, sidski naslovni nadbiskup, nuncij u Brazilu
7. Avelar Brandão Vilela, nadbiskup São Salvador da Bahije
8. Joseph Cordeiro, karačijski nadbiskup
9. Aníbal Muñoz Duque, bogotski nadbiskup
10. Bolesław Kominek, vroclavski nadbiskup
11. Paul-Pierre Philippe, O.P., heraklopoljski naslovni nadbiskup, tajnik Svete kongregacije za nauk vjere
12. Pietro Palazzini, cezarejski naslovni nadbiskup, tajnik Svete kongregacije za kler
13. Luis Aponte Martínez, sanhuanski nadbiskup
14. Raúl Francisco Primatesta, kordobski nadbiskup
15. Salvatore Pappalardo, palermski nadbiskup
16. Ferdinando Giuseppe Antonelli, O.F.M., idikranski naslovni nadbiskup, tajnik Svete kongregacije za kauze svetaca
17. Marcelo González Martín, toledski nadbiskup
18. Louis-Jean Guyot, tuluški nadbiskup
19. Ugo Poletti, emonski naslovni nadbiskup, generalni pro-vikar Njegove Svetosti za Grad Rim
20. Timothy Manning, losanđelski nadbiskup
21. Paul Yoshigoro Taguchi, osakaški nadbiskup
22. Maurice Otunga, nairobijski nadbiskup
23. José Salazar López, guadalaharski nadbiskup
24. Émile Biayenda, brazavilski nadbiskup
25. Humberto Sousa Medeiros, bostonski nadbiskup
26. Paulo Evaristo Arns, O.F.M., saopaulski nadbiskup
27. James Darcy Freeman, sidnejski nadbiskup
28. Narciso Jubany Arnau, barcelonski nadbiskup
29. Hermann Volk, majnški biskup
30. Pio Taofinu'u, S.M., apijski biskup

## Konzistorij 24. svibnja 1976. (V.)
1. Octavio Antonio Beras Rojas, santodominški nadbiskup
2. Opilio Rossi, ancirski naslovni nadbiskup, nuncij u Austriji
3. Giuseppe Maria Sensi, sardijski naslovni nadbiskup, nuncij u Portugalu
4. Juan Carlos Aramburu, buenosairski nadbiskup
5. Corrado Bafile, antiohijski naslovni nadbiskup, pro-prefekt Svete kongregacije za kauze svetaca
6. Hyacinthe Thiandoum, dakarski nadbiskup
7. Emmanuel Kiwanuka Nsubuga, kampalski nadbiskup
8. Joseph Schröffer, volturnski naslovni nadbiskup, tajnik Svete kongregacije za katoličko obrazovanje
9. Lawrence Trevor Picachy, S.J., kalkutski nadbiskup
10. Jaime Lachica Sin, manilski nadbiskup
11. William Wakefield Baum, vašingtonski nadbiskup
12. Aloísio Lorscheider, O.F.M., fortaleški nadbiskup
13. Reginald John Delargey, velingtonski nadbiskup
14. Eduardo Francisco Pironio, tigeski naslovni nadbiskup, pro-prefekt Svete kongregacije za redovnike i svjetovne institute
15. László Lékai, ostrogonski nadbiskup
16. George Basil Hume, O.S.B., vestminsterski nadbiskup
17. Victor Razafimahatratra, S.J., tananarivski nadbiskup
18. František Tomášek, butski naslovni biskup, praški apostolski upravitelj [d]
19. Dominic Ignatius Ekandem, ikotepkenski biskup
20. Joseph-Marie Trinh-nhu-Khuê, hanojski nadbiskup [e]
21. Bolesław Filipiak, dekan Svetoga sudišta Rimske rote

## Konzistorij 27. lipnja 1977. (VI.)
1. Giovanni Benelli, firentinski nadbiskup
2. Bernardin Gantin, kotonuski nadbiskup emeritus, pro-predsjednik Papinskoga povjerenstva Iustitia et Pax
3. Joseph Ratzinger, minhenski i frajzinški nadbiskup [f]
4. Mario Luigi Ciappi, O.P., teolog Papinskoga doma